# Marcel Isy-Schwart
Marcel Isy-Schwart, né le 13 avril 1917 à Boulogne (aujourd'hui Boulogne-Billancourt) et mort le 6 septembre 2012 à Suresnes, est un aventurier, conférencier, réalisateur, photographe et écrivain français.

## Biographie
Marcel Isy-Schwart passe une grande partie de sa jeunesse à Villers-sur-Mer où ses parents se sont installés après la Première Guerre mondiale. Pour ses 25 ans, une amie lui offre son premier fusil de chasse sous-marine fabriqué par de jeunes chasseurs russes. Ce matériel est une véritable aubaine en pleine période de rationnement. Cette pratique nécessaire devient son sport favori. En 1946, il fonde avec Jacques Gadreau, le Club des chasseurs et explorateurs sous-marins de France (CCESMF). Il en sera le président d'honneur jusqu'à sa mort. La même année, il rencontre Jacques Godet, directeur de L'équipe et le convainc de patronner un championnat de France de chasse sous-marine. Ce premier championnat se tient aux îles de Lérins et Marcel Isy-Schwart en est le commissaire général. Conjointement à son activité sportive, il apprend à filmer au Club des amateurs cinéastes de France. De cette association, qui deviendra par la suite le CAP, sortiront de nombreux cinéastes du monde sous-marin ou non comme Marc Allegret ou Edouard Molinaro.
En 1949, Marcel Isy-Schwart organise une expédition sous-marine en Méditerranée le long des côtes italiennes, siciliennes et tunisiennes. Au cours de cette expédition, il réalise son premier film sur la chasse sous-marine. L'année suivante, il part pour les îles Canaries et réalise, en collaboration avec Roger Rives, Jean Foucher Creteau et Michel Sanvoisin, le premier film en couleur sur la chasse sous-marine.
À la suite d'un article sur ses performances en chasse sous-marine, il rencontre un banquier brésilien qui l'invite à Cabo Frio pendant 6 mois pour découvrir la richesse de la faune sous-marine brésilienne. Il y chasse un mérou de 178 kg ; son exploit fait le tour de la planète et le propulse comme « le formidable chasseur » détenteur du record du monde. De retour en France, il montre ses séquences à Camille Kiesgen, fondateur des conférences Connaissance du Monde. Celui-ci accepte de le laisser présenter ses reportages. Marcel Isy-Schwart fera salles pleines.
Ce succès le fait basculer vers sa vocation d'aventurier-cinéaste. S'il parcourt le monde, ses lieux de prédilection restent le Brésil et Tahiti avec respectivement 29 et 27 missions.
Dans les années 1960 et 1970, il présente ses reportages dans Le Magazine des explorateurs de Pierre Sabbagh.
Au cours de sa carrière, Marcel Isy-Schwart a animé les conférences Connaissance du Monde pendant 51 ans, écrit 14 livres et réalisé 14 films. En 1998, il est l'invité d'honneur du Festival mondial de l'image sous-marine. Quelque temps plus tard, il reçoit la médaille d'or de la Fédération française d'études et de sports sous-marins (FFESSM).
Marcel Isy-Schwart a deux fils Cyril et Lionel qui lui ont succédé dans la réalisation de films d'aventure.

## Anecdotes
- Marcel Isy Schwart est surnommé « l'homme au collier en dents de singe » dû au fait qu'il ne se séparait jamais d'un collier en dents de singe que lui avait offert le chef Raoni lors d'un de ses voyages.

## Publications
Il est l'auteur de presque une vingtaine d'ouvrages sur ces aventures. Son premier livre se nomme Chasses aux fauves de la mer. Il sort en 1953.

## Filmographie
Il réalise presque une quinzaine de documentaires sur la mer autour du monde. Son premier documentaire s’appelle Chasse aux Iles Canaries, il date de 1950.